# Interstate 84 (ouest)
L'Interstate 84 (I-84) est une autoroute du Nord-ouest des États-Unis. Elle s'étend de Portland, Oregon jusqu'à un échangeur avec l'I-80 près d'Echo, Utah. L'autoroute dessert et relie Portland, Boise et Ogden. Avec d'autres autoroutes, l'I-84 fait partie d'un corridor important entre Seattle et Salt Lake City. Les segments de l'autoroute en Oregon et en Idaho sont nommés la Vietnam Veterans Memorial Highway.
L'autoroute était, à l'origine, une branche de l'I-80 et était numérotée Interstate 80N. Elle suivait la Oregon Trail le long du corridor de la US 30 et de la US 30S. C'est en 1980 que le numéro I-84 a été attribué à l'autoroute alors que les numérotations à suffixes ont été abandonnées. La renumérotation de ce segment a eu pour effet de créer deux I-84, l'autre étant dans le Nord-est des États-Unis.

## Description du tracé
|       | mi     | km       |
| ----- | ------ | -------- |
| OR    | 379,00 | 610,00   |
| ID    | 275,74 | 443,76   |
| UT    | 118,71 | 191,05   |
| Total | 769,62 | 1 238,58 |

### Oregon

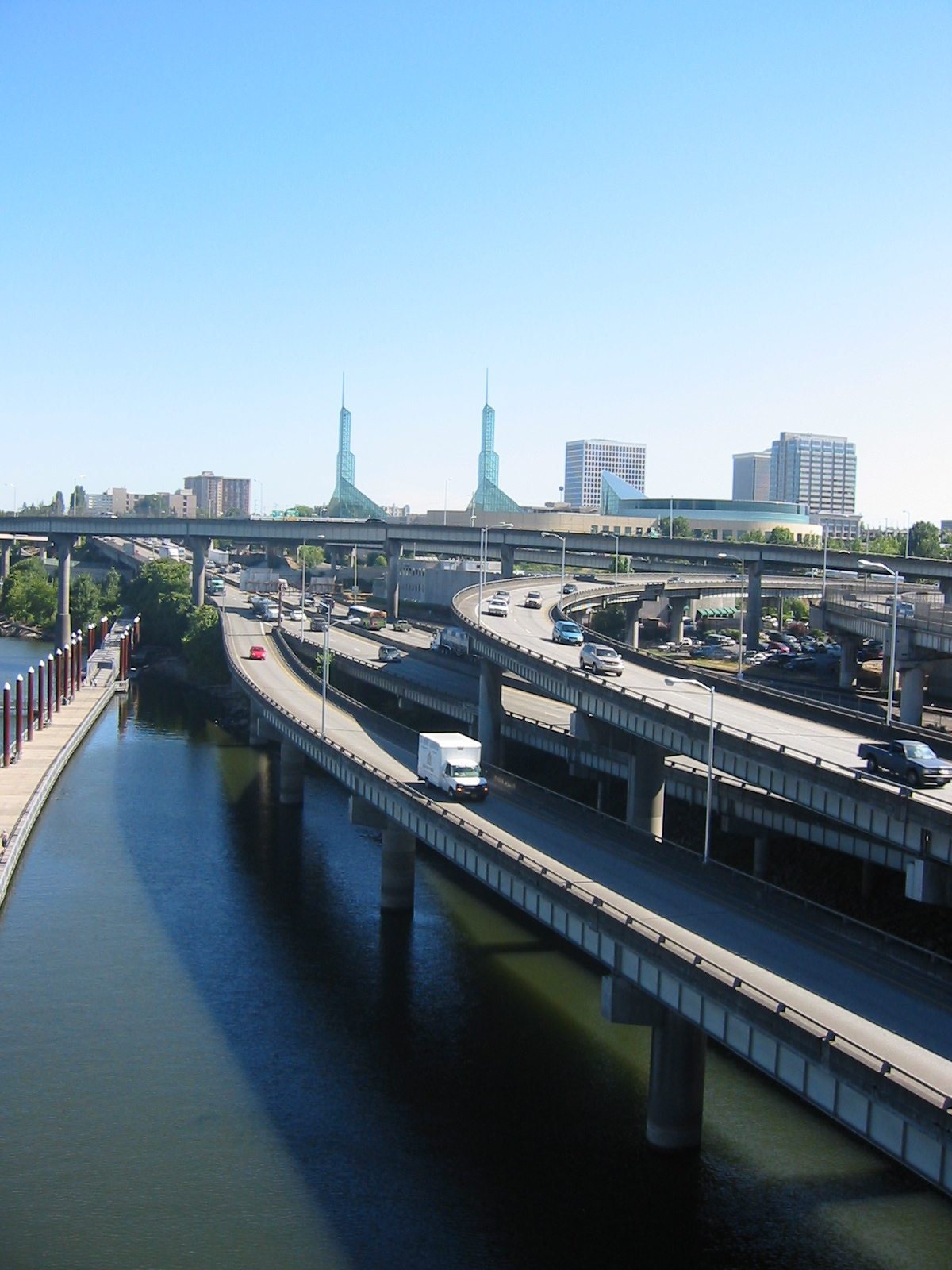
Terminus ouest de l'I-84 à Portland

Dans la région métropolitaine de Portland, l'I-84 est parfois nommée la "Banfield Freeway" ou, tout simplement, "the Banfield", bien que son nom officiel soit Banfield Expressway. L'autoroute est nommée d'après Thomas H. "Harry" Banfield (1885–1950), le président de la Oregon Transportation Commission entre 1943 et 1950.
L'I-84 débute au cœur de Portland et se dirige à l'est en suivant la US 30 sur la majorité de son parcours jusqu'aux environs de Rupert, Idaho. Avant de quitter Portland, l'I-84 croise l'I-205.

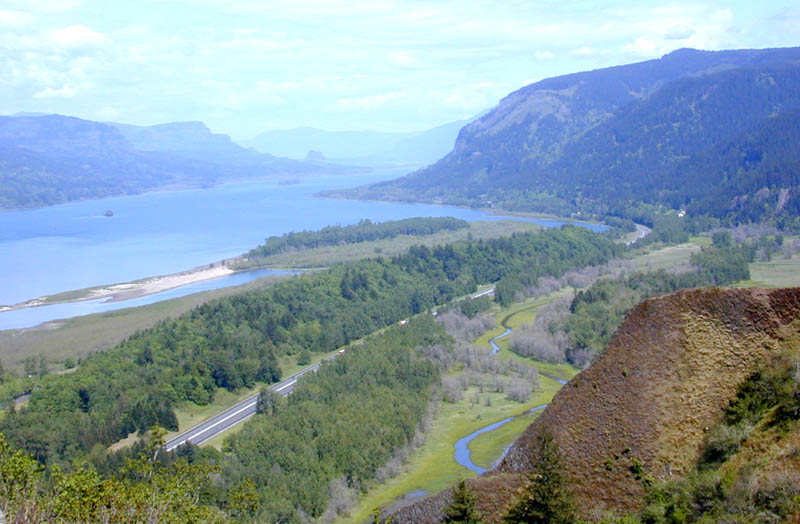
I-84 et Columbia River Gorge depuis Crown Point, Oregon

Après avoir quitté Troutdale, à l'est de Protland, l'I-84 et la US 30 forment un multiplex sur la rive sud du fleuve Columbia (formant la frontière entre l'Oregon et l'État de Washington) sur près de 150 miles (240 km) dont les 80 premiers miles faisant partie de la Columbia River Gorge National Scenic Area. Ce multiplex débute à Troutdale et se termine à Biggs Junction en passant par les villes de Hood et The Dalles dans la région panoramique. À l'extérieur de la région panoramique, elle passe par Biggs Junction, Arlington et Boardman avant de se diriger au sud-est jusqu'à la jonction avec l'I-82 au sud-ouest de Hermiston. À partir de là, elle continue vers le sud-est en direction de Pendleton.

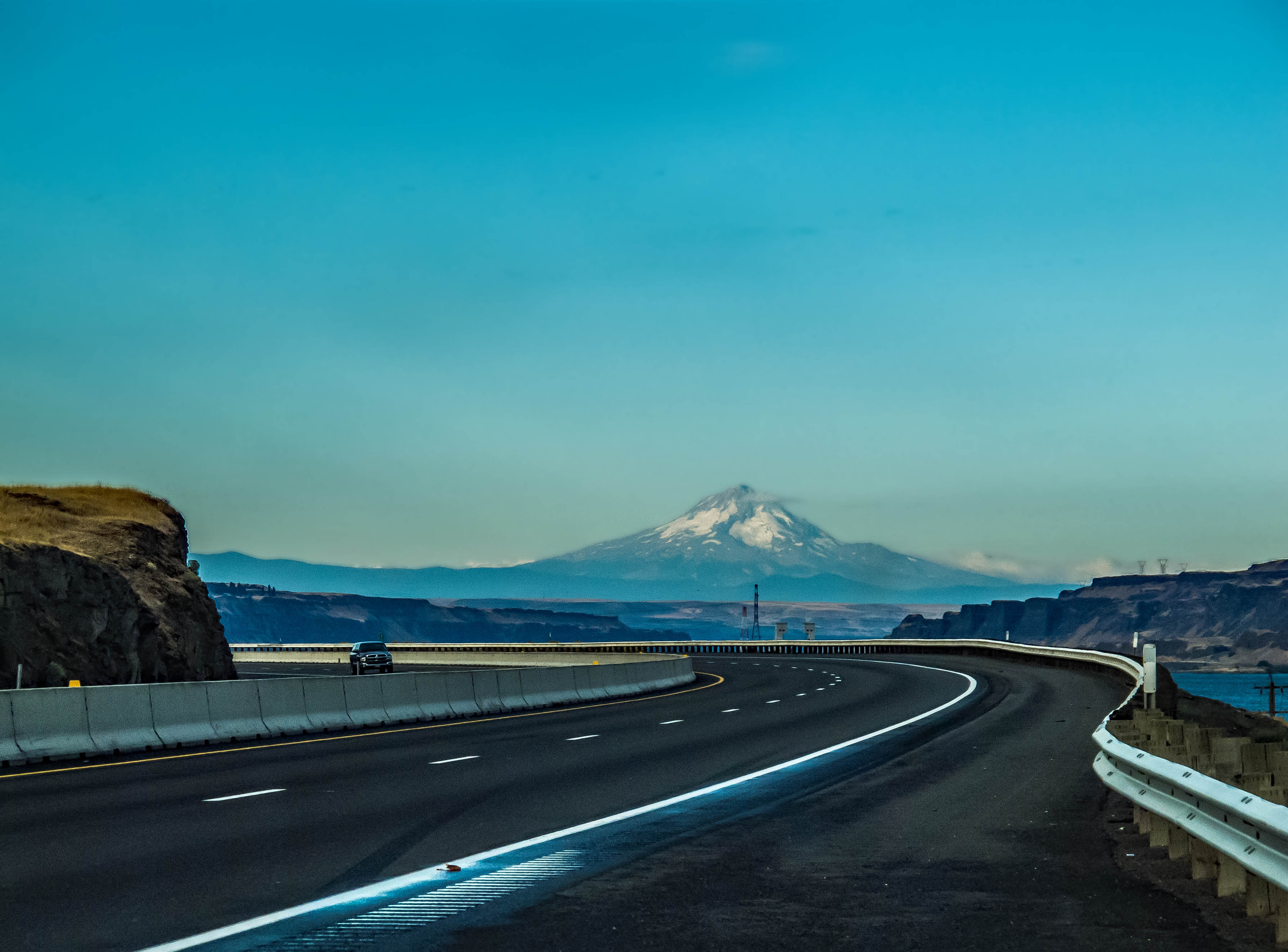
L'interstate près de Rufus avec le Mont Hood en arrière-plan.

À l'est de Pendleton, l'I-84 grimpe une pente de 6 % dans les Montagnes Bleues. Les voies en direction ouest forment des lacets lors de leur descente vers Pendleton. Les voies en direction est, quant à elles, présentent les courbes les plus serrées permises dans le système des autoroutes Inter-États, même si ces courbes sont en montée. À cet endroit, la distance entre les chaussées va jusqu'à 2 miles (3,2 km).
La route culmine à 4 193 pieds (1 278 m) au-dessus du niveau de la mer avant de redescendre vers la Grand Ronde River et La Grande. L'autoroute passe par North Powder et Baker City ainsi qu'à travers le canyon de Burnt River. Autour de Huntington, elle entre dans le fuseau horaire des Rocheuses pour ensuite brièvement suivre la rive sud de la Snake River (Brownlee Reservoir). L'autoroute continue vers Ontario avant de traverser la Snake River pour entrer en Idaho.

### Idaho
L'I-84 entre en Idaho après avoir traversé la Snake River à Ontario, Oregon. À partir de là, elle continue vers les villes de la Treasure Valley (région métropolitaine de Boise) incluant Caldwell, Nampa, Meridian et Boise (où l'I-184 relie le centre-ville à l'I-84). Depuis Boise, l'I-84 continue vers le sud-est et passe par plusieurs petites villes (Mountain Home, Glenns Ferry et Jerome) en direction de Twin Falls.
Tout juste à l'est de Jerome, l'I-84 passe à environ cinq miles (8 km) au nord de Twin Falls, mais ne traverse pas la Snake River Canyon. L'accès à Twin Falls est possible via la US 93.
Après Twin Falls, l'I-84 continue en passant par Burley et Heyburn. Environ sept miles (11 km) à l'est de Declo, l'I-84 rencontre le terminus ouest du segment ouest de l'I-86. Alors que l'I-86 se dirige à l'est vers American Falls et Pocatello, l'I-84 s'oriente vers le sud-est pour rejoindre la frontière avec l'Utah.
En 2014, la limite de vitesse de certains segments ruraux a été augmentée à 80 miles par heure (130 km/h).

### Utah

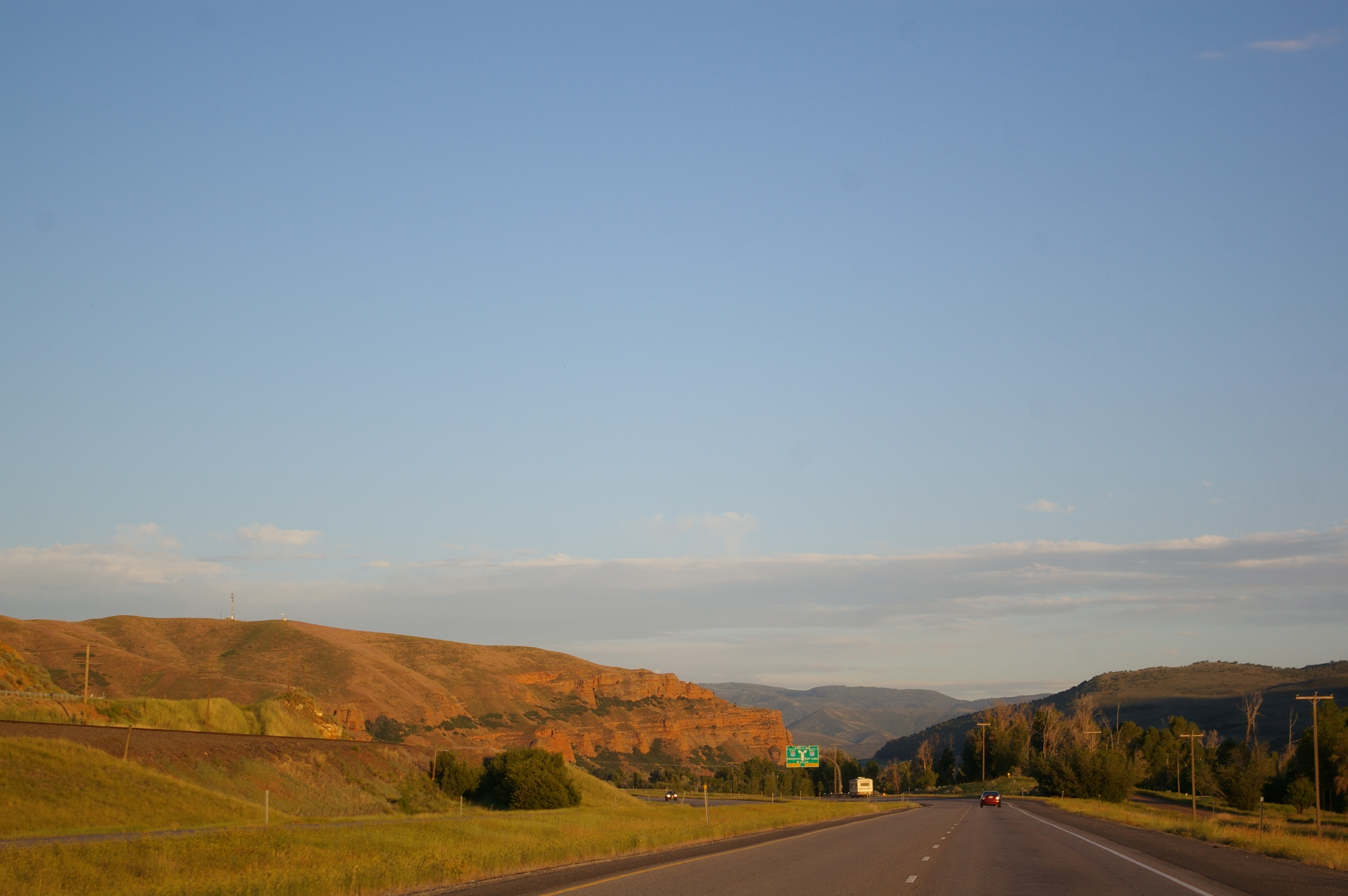
Terminus est de l'I-84 à Echo, Utah

Depuis l'Idaho, l'I-84 entre en Utah à environ at a point 7 miles (11,3 km) de Snowville dans le comté de Box Elder. Elle se dirige vers le sud-est en passant par Rattle Snake Pass vers Brigham City où l'I-84 rejoint l'I-15 (à l'ouest de Tremonton) pour les prochaines 40 miles (64 km).
Au nord de Brigham City, à Corinne, l'I-84 rejoint le tracé du Premier chemin de fer transcontinental que l'autoroute suivra jusqu'à son terminus. L'autoroute se dirige au sud vers les villes du Wasatch Front (région métropolitaine d'Ogden-Clearfield) en passant par quelques petites communautés. Elle passe à l'ouest d'Ogden avant que l'I-84 ne quitte l'I-15 et se dirige vers Cheyenne, Wyoming, alors que l'I-15 se dirige à Salt Lake City. L'I-84 suit la Weber River.
Alors que l'autoroute grimpe graduellement le Weber Canyon, elle passe par quelques petites communautés agricoles, dont Morgan, où le quartier général de la Browning Arms Company peut être aperçu de l'autoroute. Également visible depuis l'autoroute, se trouve le Devil's Slide, une formation rocheuse inhabituelle. Plus haut dans le canyon, il y a le Thousand Mile Tree, un arbre planté par des travailleurs de la Union Pacific Railroad afin de marquer le mile 1 000 (1 600 km) depuis le point de départ du chemin de fer à Omaha, Nebraska.
L'autoroute se termine à Echo, une ville quasi-fantôme qui a d'abord servi de halte au chemin de fer, à une jonction avec l'I-80 qui se dirige vers Cheyenne, Wyoming. Près de cet échangeur se trouvent également le Echo Reservoir et le Echo Dam.

## Liste des sorties

### Oregon
| Interstate 84                             |               |        |        |                                                         |                                                                                                | |
| Comté                                     | Municipalité  | mi     | km     | Sortie                                                  | Intersections / Destinations                                                                   | Notes |
| Multnomah                                 | Portland      | 0,00   | 0,00   | —                                                       | I-5 sud – Beaverton, Salem                                                                     | Sortie 300 de l'I-5                                                                                       |
| Multnomah                                 | Portland      | 0,00   | 0,00   | —                                                       | OMSI, Centre-ville, District industriel de Central Eastside                                    | Pas d'entrée en direction ouest                                                                           |
| Multnomah                                 | Portland      | 0,00   | 0,00   | —                                                       | I-5 nord / US 30 ouest – Seattle, Convention Center, Moda Center                               | Terminus ouest du multiplex avec US 30; sortie direction ouest, entrée direction est; sortie 301 de l'I-5 |
| Multnomah                                 | Portland      | 0,66   | 1,06   | —                                                       | OR 99E (en) nord (Grand Avenue)                                                                | Entrée direction est seulement                                                                            |
| Multnomah                                 | Portland      | 1,10   | 1,77   | 1                                                       | Lloyd Center                                                                                   | Sortie direction ouest, entrée direction est                                                              |
| Multnomah                                 | Portland      | 2,16   | 3,48   | 1                                                       | 33rd Avenue                                                                                    | Sortie direction est, entrée direction ouest                                                              |
| Multnomah                                 | Portland      | 2,55   | 4,10   | 2                                                       | César E. Chávez Boulevard                                                                      | Sortie et entrée direction est                                                                            |
| Multnomah                                 | Portland      | 2,93   | 4,72   | 2                                                       | 43rd Avenue                                                                                    | Sortie direction ouest seulement                                                                          |
| Multnomah                                 | Portland      | 3,48   | 5,60   | 3                                                       | 58th Avenue                                                                                    | Pas de sortie en direction ouest                                                                          |
| Multnomah                                 | Portland      | 4,11   | 6,61   | 4                                                       | 68th Avenue                                                                                    | Sortie direction est seulement                                                                            |
| Multnomah                                 | Portland      | 5,01   | 8,06   | 5                                                       | OR 213 (en) (82nd Avenue)                                                                      | Sortie direction est, entrée direction ouest                                                              |
| Multnomah                                 | Portland      | 5,41   | 8,71   | 6                                                       | I-205 sud – Salem                                                                              | Sortie direction est, entrée direction ouest                                                              |
| Multnomah                                 | Portland      | 5,69   | 9,16   | 7                                                       | Halsey Street                                                                                  | Sortie direction est seulement                                                                            |
| Multnomah                                 | Portland      | 6,29   | 10,12  | 8                                                       | I-205 nord / Lewis and Clark Trail – Seattle, Aéroport de Portland                             | Sortie direction est seulement                                                                            |
| Multnomah                                 | Portland      | 6,55   | 10,54  | 9                                                       | 102nd Avenue                                                                                   | Sortie direction est, entrée direction ouest                                                              |
| Multnomah                                 | Portland      | 7,13   | 11,47  | 9                                                       | I-205 – Seattle, Salem                                                                         | Sortie direction ouest, entrée direction est                                                              |
| Multnomah                                 | Portland      | 7,75   | 12,47  | 10                                                      | 122nd Avenue                                                                                   | Sortie et entrée direction est                                                                            |
| Multnomah                                 | Gresham       | 10,71  | 17,24  | 13                                                      | 181st Avenue / Airport Way – Gresham                                                           | |
| Multnomah                                 | Fairview      | 12,08  | 19,44  | 14                                                      | Fairview Parkway (207th Avenue)                                                                | |
| Multnomah                                 | Wood Village  | 13,63  | 21,94  | 16                                                      | 238th Drive – Wood Village                                                                     | |
| Multnomah                                 | Troutdale     | 14,33  | 23,06  | 17                                                      | Marine Drive 257th Avneue                                                                      | |
| Multnomah                                 |               | 15,49  | 24,93  | 18                                                      | Lewis and Clark State Park, Oxbow Regional Park                                                | |
| Multnomah                                 |               | 19,77  | 31,82  | 22                                                      | Corbett                                                                                        | |
| Multnomah                                 |               | 22,66  | 36,47  | 25                                                      | Rooster Rock State Park                                                                        | |
| Multnomah                                 |               | 25,53  | 41,09  | 28                                                      | Historic Columbia River Highway – Bridal Veil                                                  | Sortie direction est, entrée direction ouest                                                              |
| Multnomah                                 |               | 27,08  | 43,58  | 29                                                      | Dalton Point                                                                                   | Sortie et entrée en direction ouest                                                                       |
| Multnomah                                 |               | 28,22  | 45,42  | 30                                                      | Benson State Recreation Area                                                                   | Sortie et entrée en direction est                                                                         |
| Multnomah                                 |               | 28,84  | 46,41  | 31                                                      | Multnomah Falls                                                                                | Entre les chaussées                                                                                       |
| Multnomah                                 |               | 32,90  | 52,95  | 35                                                      | Historic Columbia River Highway – Ainsworth State Park                                         | |
| Multnomah                                 |               | 35,26  | 56,75  | 37                                                      | Warrendale                                                                                     | Sortie direction ouest, entrée direction est                                                              |
| Multnomah                                 |               | 37,94  | 61,06  | 40                                                      | Barrage de Bonneville                                                                          | |
| Multnomah                                 |               | 39,10  | 62,93  | 41                                                      | Eagle Creek National Fish Hatchery, Eagle Creek Recreation Area                                | Sortie et entrée en direction est                                                                         |
| Hood River                                | Cascade Locks | 41,31  | 66,48  | 44                                                      | US 30 est – Cascade Locks, Stevenson                                                           | Terminus est du multiplex avec US 30; sortie direction est, entrée direction ouest                        |
| Hood River                                | Cascade Locks | 42,72  | 68,75  | 44                                                      | Poste de pesée                                                                                 | Pas d'entrée direction ouest                                                                              |
| Hood River                                | Cascade Locks | 42,72  | 68,75  | 44                                                      | US 30 ouest – Cascade Locks                                                                    | Terminus ouest du multiplex avec US 30; pas d'entrée en direction ouest                                   |
| Hood River                                |               | 45,22  | 72,77  | 47                                                      | Forest Lane – Herman Creek                                                                     | Sortie direction ouest, entrée direction est                                                              |
| Hood River                                | Wyeth         | 48,66  | 78,31  | 51                                                      | Wyeth                                                                                          | |
| Hood River                                |               | 52,44  | 84,39  | 55                                                      | Starvation Creek Trailhead, Historic Columbia River Highway State Trail                        | Sortie et entrée en direction est                                                                         |
| Hood River                                |               | 53,71  | 86,44  | 56                                                      | Viento State Park                                                                              | |
| Hood River                                |               | 56,02  | 90,16  | 58                                                      | Belvédère de Mitchell Point                                                                    | Sortie et entrée en direction est                                                                         |
| Hood River                                |               | 57,63  | 92,75  | —                                                       | Voie de service                                                                                | Sortie direction ouest, entrée direction est                                                              |
| Hood River                                |               | 58,40  | 93,99  | —                                                       | Morton Road                                                                                    | Sortie et entrée en direction ouest                                                                       |
| Hood River                                | Hood River    | 59,73  | 96,13  | 62                                                      | US 30 est / Westcliff Drive – Hood River ouest                                                 | Terminus est du multiplex avec US 30                                                                      |
| Hood River                                | Hood River    | 61,59  | 99,12  | 63                                                      | Centre de Hood River                                                                           | |
| Hood River                                | Hood River    | 62,11  | 99,96  | 64                                                      | US 30 ouest / OR 35 (en) (Mount Hood Highway) – White Salmon, Government Camp                  | Terminus ouest du multiplex avec US 30                                                                    |
| Hood River                                |               | 63,35  | 101,95 | —                                                       | Koberg Beach State Recreation Site                                                             | Sortie et entrée en direction ouest                                                                       |
| Wasco                                     | Mosier        | 67,46  | 108,57 | 69                                                      | US 30 est – Mosier                                                                             | Terminus est du multiplex avec US 30                                                                      |
| Wasco                                     |               | 74,32  | 119,61 | 76                                                      | Rowena                                                                                         | |
| Wasco                                     | The Dalles    | 79,74  | 128,33 | 82                                                      | Columbia Gorge Discovery Center, Wasco County Museum                                           | |
| Wasco                                     | The Dalles    | 81,34  | 130,90 | 83                                                      | The Dalles ouest                                                                               | Indiqué sortie 84 en direction ouest                                                                      |
| Wasco                                     | The Dalles    | 81,63  | 131,37 | 84                                                      | The Dalles centre                                                                              | Sortie direction est seulement                                                                            |
| Wasco                                     | The Dalles    | 83,18  | 133,87 | 85                                                      | The Dalles centre, Districts historiques                                                       | |
| Wasco                                     | The Dalles    | 84,68  | 136,28 | 87                                                      | US 30 ouest / US 197 – Dufur, Bend                                                             | Terminus ouest du multiplex avec US 30                                                                    |
| Wasco                                     |               | 86,50  | 139,21 | 88                                                      | Barrage de The Dalles                                                                          | |
| Wasco                                     |               | 94,81  | 152,58 | 97                                                      | OR 206 (en) – Celilo Park, Deschutes River State Recreation Area                               | |
| Sherman                                   |               | 102,23 | 164,52 | 104                                                     | US 97 – Yakima, Bend                                                                           | |
| Sherman                                   | Rufus         | 107,62 | 173,20 | 109                                                     | Rufus, Barrage John-Day                                                                        | |
| Sherman                                   |               | 111,90 | 180,09 | 114                                                     | LePage Park, John Day River                                                                    | |
| Gilliam                                   |               | 120,98 | 194,70 | 123                                                     | Philippi Canyon                                                                                | |
| Gilliam                                   |               | 127,10 | 204,55 | 129                                                     | Blalock Canyon                                                                                 | |
| Gilliam                                   |               | 128,70 | 207,12 | 131                                                     | Woelpern Road                                                                                  | Sortie direction est, entrée direction ouest                                                              |
| Gilliam                                   | Arlington     | 135,26 | 217,68 | 137                                                     | OR 19 (en) – Arlington, Condon                                                                 | |
| Gilliam                                   |               | 145,02 | 233,39 | 147                                                     | OR 74 (en) – Ione, Heppner                                                                     | |
| Morrow                                    |               | 149,42 | 240,47 | 151                                                     | Threemile Canyon                                                                               | |
| Morrow                                    |               | 156,97 | 252,62 | 159                                                     | Tower Road                                                                                     | |
| Morrow                                    | Boardman      | 161,83 | 260,44 | 164                                                     | Boardman                                                                                       | |
| Morrow                                    | Boardman      | 163,43 | 263,02 | 165                                                     | Port de Morrow                                                                                 | |
| Morrow                                    |               | 165,62 | 266,54 | 168                                                     | US 730 / Lewis and Clark Trail – Irrigon                                                       | |
| Morrow                                    |               | 168,80 | 271,66 | 171                                                     | Paterson Ferry Road                                                                            | |
| Umatilla                                  |               | 175,65 | 282,68 | 177                                                     | Umatilla Army Depot                                                                            | |
| Umatilla                                  |               | 176,69 | 284,35 | 179                                                     | I-82 ouest – Hermiston, Umatilla, Kennewick                                                    | Terminus est de l'I-82                                                                                    |
| Umatilla                                  |               | 178,08 | 286,59 | 180                                                     | Westland Road – Hermiston                                                                      | |
| Umatilla                                  |               | 180,53 | 290,53 | 182                                                     | OR 207 (en) – Hermiston, Lexington                                                             | |
| Umatilla                                  |               | 186,51 | 300,16 | 188                                                     | US 395 nord – Stanfield, Echo, Hermiston                                                       | Terminus ouest du multiplex avec US 395                                                                   |
| Umatilla                                  |               | 191,20 | 307,71 | 193                                                     | Echo Road – Lexington                                                                          | |
| Umatilla                                  |               | 196,21 | 315,77 | 198                                                     | Lorenzen Road / McClintock Road                                                                | |
| Umatilla                                  |               | 197,20 | 317,36 | 199                                                     | Yoakum Road – Stage Gulch                                                                      | |
| Umatilla                                  |               | 200,58 | 322,80 | 202                                                     | Barnhart Road / Airport Road                                                                   | |
| Umatilla                                  | Pendleton     | 205,14 | 330,14 | 207                                                     | US 30 est – Aéroport régional de l'est de l'Oregon, Centre-ville de Pendleton, Pendleton ouest | Terminus est du multiplex avec US 30                                                                      |
| Umatilla                                  | Pendleton     | 207,21 | 333,47 | 209                                                     | US 395 sud – Pendleton, John Day                                                               | Terminus est du multiplex avec US 395                                                                     |
| Umatilla                                  | Pendleton     | 208,63 | 335,76 | 210                                                     | OR 11 (en) – Pendleton, Milton-Freewater                                                       | |
| Umatilla                                  |               | 210,99 | 339,56 | 213                                                     | US 30 ouest – Centre-ville de Pendleton, District historique                                   | Terminus ouest du multiplex avec US 30; sortie direction ouest, entrée direction est                      |
| Umatilla                                  |               | 213,72 | 343,95 | 216                                                     | OR 331 (en) – Milton-Freewater, Walla Walla                                                    | |
| Umatilla                                  |               | 222,34 | 357,82 | 224                                                     | Poverty Flat Road / Old Emigrant Hill Road                                                     | |
| Umatilla                                  |               | 226,61 | 364,69 | 228                                                     | Deadman Pass                                                                                   | Aire de repos                                                                                             |
| Umatilla                                  |               | 226,86 | 365,10 | Sommet de Deadman Pass, altitude 3 615 pieds (1 102 m)  | Sommet de Deadman Pass, altitude 3 615 pieds (1 102 m)                                         | Sommet de Deadman Pass, altitude 3 615 pieds (1 102 m)                                                    |
| Umatilla                                  |               | 231,48 | 372,53 | 234                                                     | Emigrant Springs State Park                                                                    | |
| Umatilla                                  |               | 236,44 | 380,51 | 238                                                     | Meacham, Kamela                                                                                | |
| Umatilla                                  |               | 239,02 | 384,67 | Sommet Montagnes Bleues, altitude 4 193 pieds (1 278 m) | Sommet Montagnes Bleues, altitude 4 193 pieds (1 278 m)                                        | Sommet Montagnes Bleues, altitude 4 193 pieds (1 278 m)                                                   |
| Umatilla                                  |               | 241,19 | 388,16 | 243                                                     | Summit Road – Mount Emily                                                                      | |
| Union                                     |               | 246,61 | 396,88 | 248                                                     | Spring Kreek Road – Kamela                                                                     | |
| Union                                     |               | 250,52 | 403,17 | 252                                                     | OR 244 (en) – Starkey, Ukiah                                                                   | |
| Union                                     |               | 253,92 | 408,64 | 256                                                     | Perry                                                                                          | Sortie direction est, entrée direction ouest                                                              |
| Union                                     | 254,53        | 409,63 | 257    | Sortie direction ouest, entrée direction est            | Perry                                                                                          | |
| Union                                     |               | 256,86 | 413,38 | 259                                                     | US 30 est – La Grande                                                                          | Terminus est du multiplex avec US 30                                                                      |
| Union                                     | La Grande     | 259,51 | 417,64 | 261                                                     | OR 82 (en) – La Grande, Elgin                                                                  | |
| Union                                     |               | 262,59 | 422,60 | 265                                                     | US 30 ouest / OR 203 (en) – La Grande, Union                                                   | Terminus ouest du multiplex avec US 30                                                                    |
| Union                                     |               | 265,93 | 427,97 | 268                                                     | Foothill Road                                                                                  | |
| Union                                     |               | 268,51 | 432,12 | 270                                                     | Ladd Creek Road                                                                                | Sortie direction est, entrée direction ouest                                                              |
| Union                                     |               | 271,58 | 437,07 | 273                                                     | Frontage Road                                                                                  | |
| Union                                     |               | 276,31 | 444,68 | 278                                                     | Clover Creek                                                                                   | |
| Union                                     |               | 281,31 | 452,72 | 283                                                     | Wolf Creek Lane                                                                                | |
| Union                                     | North Powder  | 283,35 | 456,01 | 285                                                     | US 30 est / OR 237 (en) – North Powder, Haines, Union                                          | Terminus est du multiplex avec US 30                                                                      |
| Baker                                     |               | 296,35 | 476,93 | 298                                                     | OR 203 (en) – Aéroport de Baker City, Medical Springs, Haines                                  | |
| Baker                                     |               | 300,38 | 483,41 | 302                                                     | OR 86 (en) est – Baker City nord, Richland, Hells Canyon                                       | |
| Baker                                     | Baker City    | 301,81 | 485,72 | 304                                                     | OR 7 (en) sud – Geiser Grand Hotel, centre-ville de Baker City, District historique            | |
| Baker                                     |               | 304,20 | 489,56 | 306                                                     | US 30 ouest – Baker City, Haines                                                               | Terminus ouest du multiplex avec US 30                                                                    |
| Baker                                     |               | 311,31 | 501,00 | 313                                                     | Pleasant Valley                                                                                | Sortie direction est, entrée direction ouest                                                              |
| Baker                                     |               | 315,14 | 507,17 | 317                                                     | Pleasant Valley                                                                                | Sortie direction ouest, entrée direction est                                                              |
| Baker                                     |               | 325,10 | 523,20 | 327                                                     | Durkee                                                                                         | |
| Baker                                     |               | 328,34 | 528,41 | 330                                                     | Cement Plant Road / Plano Road                                                                 | |
| Baker                                     |               | 333,43 | 536,60 | 335                                                     | Weatherby                                                                                      | |
| Baker                                     |               | 335,78 | 540,39 | 338                                                     | Lookout Mountain                                                                               | |
| Baker                                     |               | 338,09 | 544,10 | 340                                                     | Rye Valley                                                                                     | |
| Baker                                     |               | 340,57 | 548,09 | 342                                                     | Lime                                                                                           | Sortie direction est, entrée direction ouest                                                              |
| Baker                                     |               | 343,50 | 552,81 | 345                                                     | US 30 Bus. – Huntington, Lime                                                                  | |
| Malheur                                   |               | 350,71 | 564,41 | 353                                                     | US 30 Bus. – Huntington                                                                        | |
| Malheur                                   |               | 353,84 | 569,45 | 356                                                     | OR 201 (en) – Weiser                                                                           | |
| Malheur                                   |               | 359,82 | 579,07 | 362                                                     | Moores Hollow Road                                                                             | |
| Malheur                                   |               | 369,12 | 594,04 | 371                                                     | Stanton Boulevard                                                                              | |
| Malheur                                   | Ontario       | 372,20 | 599,00 | 374                                                     | OR 201 (en) / US 30 Bus. vers US 20 / US 26 – Ontario, Vale, Weiser                            | |
| Malheur                                   | Ontario       | 374,39 | 602,52 | 376A                                                    | US 30 Bus. ouest – Ontario, Treasure Valley Community College                                  | |
| Malheur                                   | Ontario       | 374,39 | 602,52 | 376B                                                    | US 30 est – Fruitland, Payette                                                                 | Terminus est du multiplex avec US 30                                                                      |
| Malheur                                   |               | 375,68 | 604,60 |                                                         | I-84 est – Boise                                                                               | Continue en Idaho                                                                                         |
| - Terminus de multiplex - Accès incomplet |               |        |        |                                                         |                                                                                                | |

### Idaho
| Interstate 84                             |                     |        |        |        | | |
| Comté                                     | Municipalité        | mi     | km     | Sortie | Intersections / Destinations | Notes |
| Payette                                   |                     | 0,00   | 0,00   |        | I-84 ouest – Portland | Continue en Oregon |
| Payette                                   |                     | 2,88   | 4,63   | 3      | US 95 – Parma, Fruitland, Payette | |
| Payette                                   |                     | 9,50   | 15,29  | 9      | US 30 ouest – Emmett, New Plymouth | Terminus ouest du multiplex avec US 30 |
| Payette                                   |                     | 12,91  | 20,77  | 13     | Black Canyon Junction | |
| Canyon                                    |                     | 17,34  | 27,90  | 17     | Sand Hollow | |
| Canyon                                    |                     | 24,84  | 39,97  | 25     | SH-44 (en) – Middleton | |
| Canyon                                    |                     | 25,99  | 41,83  | 26     | US 20 ouest / US 26 ouest – Parma, Notus                                                                                               | Terminus ouest du multiplex avec US 20 / US 26 |
| Canyon                                    | Caldwell            | 26,72  | 43,01  | 27     | I-84 BL est vers SH-19 (en) – Caldwell, Wilder, Homedale                                                                               | |
| Canyon                                    | Caldwell            | 27,62  | 44,45  | 28     | 10th Avenue – Centre-ville de Caldwell                                                                                                 | |
| Canyon                                    | Caldwell            | 28,65  | 46,11  | 29     | US 20 est / US 26 est (Franklin Road)                                                                                                  | Terminus est du multiplex avec US 20 / US 26 |
| Canyon                                    | Nampa               | 33,54  | 53,98  | 33     | SH-55 (en) sud / Midland Boulevard – Nampa, Marsing                                                                                    | Terminus ouest du multiplex avec SH‑55; indiqué sortie 33A (SH-55) et 33B (Midland Boulevard) en direction ouest                                                    |
| Canyon                                    | Nampa               | 34,97  | 56,27  | 35     | Northside Boulevard | |
| Canyon                                    | Nampa               | 35,99  | 57,91  | 36     | Franklin Boulevard | |
| Canyon                                    | Nampa               | 37,95  | 61,07  | 38     | I-84 BL ouest (Garrity Boulevard) – Nampa, Murphy                                                                                      | |
| Ada                                       |                     | 42,00  | 67,59  | 42     | Ten Mile Road | |
| Ada                                       | Meridian            | 44,01  | 70,82  | 44     | SH-69 (en) – Meridian, Kuna | |
| Ada                                       | Meridian            | 46,00  | 74,03  | 46     | SH-55 (en) nord – McCall, Eagle | Terminus est du multiplex avec SH-55 |
| Ada                                       | Boise               | 49,31  | 79,35  | 49     | I-184 est / Franklin Road – Centre-ville de Boise                                                                                      | Sortie 0 de l'I-184 |
| Ada                                       | Boise               | 50,14  | 80,69  | 50     | Cole Road / Overland Road | Indiqué sortie 50A (Overland Road ouest) et 50B (Cole / Overland est) en direction est et 50A (Cole / Overland ouest) et 50B (Overland Road est) en direction ouest |
| Ada                                       | Boise               | 52,00  | 83,68  | 52     | Orchard Street | |
| Ada                                       | Boise               | 53,48  | 86,07  | 53     | Vista Avenue – Aéroport de Boise | |
| Ada                                       | Boise               | 54,49  | 87,69  | 54     | US 20 / US 26 ouest (Broadway Avenue)                                                                                                  | Terminus ouest du multiplex avec US 20 / US 26 |
| Ada                                       | Boise               | 56,93  | 91,62  | 57     | SH-21 (en) (Gowen Road) – Idaho City                                                                                                   | |
| Ada                                       |                     | 59,51  | 95,77  | 59     | S. Eisenman Road / Memory Road | Indiqué sortie 59A (S. Eisenman Road) et 59B (Memory Road) en direction est                                                                                         |
| Ada                                       |                     | 63,52  | 102,22 | 64     | Blacks Creek Road – Kuna | |
| Ada                                       |                     | 70,77  | 113,90 | 71     | Mayfield, Orchard | |
| Elmore                                    |                     | 74,33  | 119,63 | 74     | Simco Road | |
| Elmore                                    |                     | 90,28  | 145,29 | 90     | I-84 BL est vers SH-51 (en) / SH-67 (en) – Mountain Home, Bruneau                                                                      | Indication direction est |
| Elmore                                    | Mountain Home ouest | 90,28  | 145,29 | 90     | Indication direction ouest | |
| Elmore                                    |                     | 95,19  | 153,20 | 95     | US 20 est (Sun Valley Highway) / I-84 BL ouest / SH-51 (en) sud (American Legion Boulevard) vers SH-67 (en) – Mountain Home, Fairfield | Terminus est du multiplex avec US 20 |
| Elmore                                    |                     | 99,57  | 160,24 | 99     | Old Oregon Trail – Mountain Home | |
| Elmore                                    |                     | 111,80 | 179,93 | 112    | I-84 BL est vers SH-78 (en) – Hammett                                                                                                  | |
| Elmore                                    |                     | 113,86 | 183,23 | 114    | I-84 BL ouest vers SH-78 (en) / Cold Springs Road – Hammett                                                                            | Sortie direction ouest, entrée direction est |
| Elmore                                    |                     | 120,15 | 193,36 | 120    | I-84 BL est – Glenns Ferry | Sortie direction est, entrée direction ouest |
| Elmore                                    |                     | 121,09 | 194,88 | 121    | I-84 BL ouest – King Hill, Glenns Ferry                                                                                                | |
| Elmore                                    |                     | 125,16 | 201,42 | 125    | Paradise Valley | |
| Elmore                                    |                     | 128,99 | 207,59 | 129    | King Hill | |
| Gooding                                   |                     | 137,06 | 220,58 | 137    | I-84 BL est / US 30 est / Pioneer Road – Buhl, Bliss                                                                                   | Terminus est du multiplex avec US 30 |
| Gooding                                   |                     | 140,41 | 225,58 | 141    | I-84 BL ouest / US 26 est vers US 30 est – Gooding, Hagerman, Bliss                                                                    | Terminus est du multiplex avec US 26 |
| Gooding                                   |                     | 146,87 | 236,36 | 147    | Tuttle | |
| Gooding                                   |                     | 155,26 | 249,87 | 155    | Vers SH-46 (en) – Wendell, Hagerman | |
| Gooding                                   |                     | 156,58 | 251,99 | 157    | SH-46 (en) – Gooding, Wendell | |
| Jerome                                    |                     | 165,16 | 265,80 | 165    | SH-25 (en) – Jerome | |
| Jerome                                    | Jerome              | 168,01 | 270,39 | 168    | SH-79 (en) | |
| Jerome                                    |                     | 173,01 | 278,44 | 173    | US 93 – Twin Falls, Sun Valley | |
| Jerome                                    |                     | 181,93 | 292,79 | 181    | SH-50 (en) – Kimberly, Eden, Twin Falls                                                                                                | |
| Jerome                                    |                     | 188,30 | 303,04 | 188    | Valley Road – Hazelton, Eden | |
| Jerome                                    |                     | 193,53 | 311,45 | 194    | SH-25 (en) ouest (Ridgeway Road) – Hazelton                                                                                            | Terminus ouest du multiplex avec SH-25 |
| Limite Jerome–Minidoka                    |                     | 200,54 | 322,73 | 201    | SH-25 (en) est / Kasota Road – Paul | Terminus est du multiplex avec SH-25 |
| Minidoka                                  |                     | 208,02 | 334,77 | 208    | I-84 BL est / SH-27 (en) – Paul, Burley                                                                                                | |
| Minidoka                                  | Heyburn             | 210,59 | 338,91 | 211    | I-84 BL ouest / US 30 ouest / SH-24 (en) – Burley, Rupert                                                                              | Terminus ouest du multiplex avec US 30 |
| Cassia                                    |                     | 216,40 | 348,25 | 216    | SH-25 (en) / SH-77 (en) – Albion, Rupert, Declo                                                                                        | |
| Cassia                                    |                     | 221,88 | 357,08 | 222    | I-86 / US 30 est vers I-15 – Pocatello                                                                                                 | Terminus est du multiplex avec US 30; sortie 1 de l'I-86 |
| Cassia                                    |                     | 227,95 | 366,85 | 228    | Vers SH-81 (en) / Yale Road – Malta, Declo                                                                                             | |
| Cassia                                    |                     | 236,66 | 380,86 | 237    | Idahome Road | |
| Cassia                                    |                     | 244,81 | 393,98 | 245    | Sublett Road – Malta | |
| Cassia                                    |                     | 253,71 | 408,30 | 254    | Sweetzer Road | |
| Oneida                                    |                     | 262,51 | 422,47 | 263    | Juniper Road | |
| Oneida                                    |                     | 275,65 | 443,62 |        | I-84 est – Ogden, Salt Lake City | Continue en Utah |
| - Terminus de multiplex - Accès incomplet |                     |        |        |        | | |

### Utah
| Interstate 84                             |                      |        |        |                                           |                                                             |                                                                                                |
| Comté                                     | Municipalité         | mi     | km     | Sortie                                    | Intersections / Destinations                                | Notes                                                                                          |
| Box Elder                                 |                      | 0,00   | 0,00   |                                           | I-84 ouest – Boise                                          | Continue en Idaho                                                                              |
| Box Elder                                 |                      | 4,66   | 7,50   | 5                                         | SR 30 (en) ouest – Park Valley                              | Terminus ouest du multiplex avec SR 30                                                         |
| Box Elder                                 | Snowville            | 7,13   | 11,47  | 7                                         | Snowville                                                   |                                                                                                |
| Box Elder                                 |                      | 11,98  | 19,28  | 12                                        | Ranch Exit                                                  |                                                                                                |
| Box Elder                                 |                      | 15,81  | 25,44  | 15                                        | Hansel Valley                                               |                                                                                                |
| Box Elder                                 |                      | 17,39  | 27,98  | 17                                        | Rattlesnake Pass                                            |                                                                                                |
| Box Elder                                 |                      | 20,32  | 32,70  | 20                                        | Blue Creek                                                  |                                                                                                |
| Box Elder                                 |                      | 24,46  | 39,36  | 24                                        | Pocatello Valley                                            |                                                                                                |
| Box Elder                                 | Howell               | 26,57  | 42,76  | 26                                        | SR 83 (en) sud – Howell, ATK                                | Accès au Golden Spike National Historical Park                                                 |
| Box Elder                                 |                      | 32,41  | 52,17  | 32                                        | Whites Valley Road                                          |                                                                                                |
| Box Elder                                 |                      | 39,51  | 63,58  | 39                                        | Garland, Bothwell                                           |                                                                                                |
| Box Elder                                 | Bothwell Junction    | 40,82  | 65,70  | 40                                        | SR 102 – Tremonton, Bothwell                                |                                                                                                |
| Box Elder                                 | Tremonton            | 42,01  | 67,61  | 41                                        | I-15 nord – Pocatello                                       | Terminus ouest du multiplex avec I-15; sortie 379 de l'I-15                                    |
| Box Elder                                 | Elwood               | 44,81  | 72,12  | 376                                       | SR 13 (en) – Garland, Bear River                            |                                                                                                |
| Box Elder                                 | Honeyville           | 48,61  | 78,23  | 372                                       | SR 240 (en) vers SR 13 (en) – Honeyville, Bear River        |                                                                                                |
| Box Elder                                 |                      | 54,78  | 88,17  | Aire de repos (direction est seulement)   | Aire de repos (direction est seulement)                     | Aire de repos (direction est seulement)                                                        |
| Box Elder                                 | Brigham City         | 55,83  | 89,86  | 365                                       | SR 13 (en) (900 North Street)                               |                                                                                                |
| Box Elder                                 | Brigham City         | 57,60  | 92,68  | 363                                       | Forest Street                                               |                                                                                                |
| Box Elder                                 | Brigham City         | 59,32  | 95,45  | 362                                       | US 91 (1100 South) vers US 89                               |                                                                                                |
| Box Elder                                 | Perry                | 60,80  | 97,83  | Aire de repos (direction ouest seulement) | Aire de repos (direction ouest seulement)                   | Aire de repos (direction ouest seulement)                                                      |
| Box Elder                                 | Willard              | 62,77  | 101,00 | Port d'entrée                             | Port d'entrée                                               | Port d'entrée                                                                                  |
| Box Elder                                 | Willard              | 63,79  | 102,64 | 357                                       | SR 315 (en) (750 North)                                     |                                                                                                |
| Box Elder                                 |                      | 69,49  | 111,81 | 351                                       | SR 126 (en) (2000 West) vers US 89 – Willard, Pleasant View |                                                                                                |
| Weber                                     | Farr West            | 71,98  | 115,82 | 349                                       | SR 134 (en) (2700 North)                                    |                                                                                                |
| Weber                                     | Marriott-Slaterville | 74,61  | 120,05 | 346                                       | 400 North                                                   |                                                                                                |
| Weber                                     | Marriott-Slaterville | 76,37  | 122,88 | 344                                       | SR 39 (en) (12th Street)                                    |                                                                                                |
| Weber                                     | West Haven           | 77,49  | 124,68 | 343                                       | SR 104 (en) (21st Street)                                   |                                                                                                |
| Weber                                     | Ogden                | 78,27  | 125,94 | 342                                       | SR 53 (en) (24th Street)                                    | Sortie direction nord, entrée direction sud                                                    |
| Weber                                     | Ogden                | 79,39  | 127,74 | 341                                       | SR 79 (en) (31st Street)                                    |                                                                                                |
| Weber                                     | Riverdale            | 81,11  | 130,51 |                                           | I-15 sud – Salt Lake City                                   | Terminus est du multiplex avec I-15; sortie 340 de l'I-15; accès direction ouest via sortie 81 |
| Weber                                     | Riverdale            | 81,73  | 131,53 | 81                                        | SR 26 (en) (Riverdale Road) vers I-15 sud – Riverdale       |                                                                                                |
| Davis                                     | Uintah               | 84,59  | 136,14 | 85                                        | Adams Avenue                                                |                                                                                                |
| Weber                                     | Uintah Junction      | 87,77  | 141,25 | 87                                        | US 89 – South Ogden, Ogden, Salt Lake City                  | Indiqué sortie 87A (sud) et 87B (nord) en direction ouest                                      |
| Morgan                                    |                      | 91,24  | 146,84 | Aire de repos (direction est seulement)   | Aire de repos (direction est seulement)                     | Aire de repos (direction est seulement)                                                        |
| Morgan                                    |                      | 92,40  | 148,61 | 92                                        | SR 167 (en) nord – Mountain Green, Huntsville               | Sortie direction est, entrée direction ouest                                                   |
| Morgan                                    |                      | 93,90  | 151,12 | Aire de repos (direction ouest seulement) | Aire de repos (direction ouest seulement)                   | Aire de repos (direction ouest seulement)                                                      |
| Morgan                                    |                      | 96,50  | 155,31 | 96                                        | Stoddard, Peterson                                          |                                                                                                |
| Morgan                                    | Morgan               | 103,33 | 166,30 | 103                                       | SR 66 (en) – Morgan                                         |                                                                                                |
| Morgan                                    |                      | 106,17 | 170,87 | 106                                       | Rees Lane                                                   |                                                                                                |
| Morgan                                    |                      | 108,27 | 174,25 | 108                                       | Taggart                                                     |                                                                                                |
| Morgan                                    |                      | 111,31 | 179,14 | 111                                       | Croydon                                                     |                                                                                                |
| Morgan                                    |                      | 110,76 | 178,25 | Belvédère de Devil's Slade                | Belvédère de Devil's Slade                                  | Belvédère de Devil's Slade                                                                     |
| Summit                                    |                      | 112,74 | 181,44 | 112                                       | SR 86 (en) est – Henefer                                    |                                                                                                |
| Summit                                    | Henefer              | 115,40 | 185,72 | 115                                       | SR 65 (en) sud – Henefer, Echo                              |                                                                                                |
| Summit                                    |                      | 119,77 | 192,76 | 120                                       | I-80 / US 189 – Salt Lake City, Cheyenne                    | Indiqué sortie 120A (est) et 120B (ouest); sortie 168 de l'I-80                                |
| - Terminus de multiplex - Accès incomplet |                      |        |        |                                           |                                                             |                                                                                                |

## Autoroutes reliées

### Idaho
- Interstate 184